# أبوسوم ماكلهيني رباعي العيون
أبوسوم ماكلهيني رباعي العيون (الاسم العلمي:Philander mcilhennyi)، هو نوع من الأبوسوم يتواجد في البرازيل وبيرو.